# Heterocyathus aequicostatus
Heterocyathus aequicostatus (лат.) — вид коралловых полипов из семейства Caryophylliidae отряда мадрепоровых кораллов. Обитает в Индо-Тихоокеанском регионе. Одиночный свободно-живущий коралл, встречающийся, как правило, на мягком субстрате.

## Описание
Heterocyathus aequicostatus — небольшой свободно-живущий коралл с плоской подошвой. Полип располагается в округлой каменистой чаше известкового скелета, который имеет до четырёх венцов зубчатых септ, всего 48 септ, направленных от полипа. Вырастает до 1,5 см в диаметре, бледно-коричневый, часто с бледно-зелёным ротовым диском.

## Ареал и местообитание
Heterocyathus aequicostatus встречается в тропической и субтрипической зонах Индо-Тихоокеанского региона от Мадагаскара и Аравийского полуострова до Индонезии, Австралии, Филиппин и Японии. Обитает на глубинах от 20 м, изредка достигая глубин до 100 м, на слегка наклонных песчаных либо гравийных уступах между рифами.

## Экология

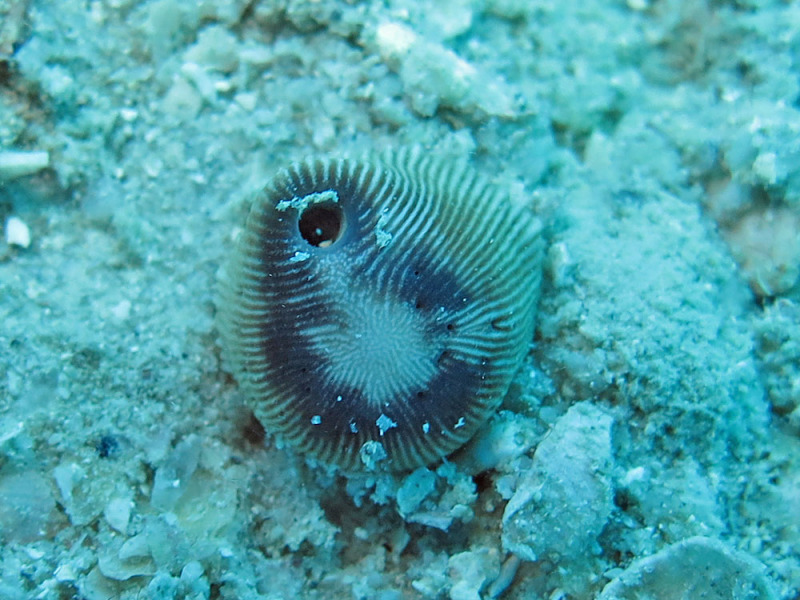
Сипункулидный морской червь Aspidosiphon muelleri внутри H. aequicostatus.

Этот коралл иногда содержит в своей ткани фотосинтетические одноклеточные динофитовые водоросли зооксантеллы. Полипы выпускают свои щупальца для питания по ночам, тогда как днём они спрятаны. Личинки — планктоновые, при полном развитии, как правило, прикрепляются к раковинам мелких брюхоногих моллюсков, постепенно обрастая моллюска в процессе превращения в молодой коралл.
В Австралии Heterocyathus aequicostatus часто живёт в симбиозе с сипункулидным морским червём Aspidosiphon muelleri. Червь проделывает отверстие в ротовом диске коралла, через которое он может выпускать щупальца в процессе питания. Ещё одно отверстие в подошве коралла используется червём для перемещения коралла по песчаному морскому дну, предотвращая погребение коралла грунтом.